# Парк ім. Шевченка (м. Звенигородка)
Парк ім. Шевченка — парк-пам'ятка садово-паркового мистецтва місцевого значення. Об'єкт розташований на території Звенигородського району Черкаської області, місто Звенигородка, східна околиця.
Площа — 4,5 га, статус отриманий у 1972 році.